# Ministro Carranza
Ministro Carranza – stacja metra w Buenos Aires, na linii D. Znajduje się pomiędzy stacjami Palermo, a Olleros. Stacja została otwarta 29 grudnia 1987.